# بی‌ویو، شهرستان کنترا کوستا، کالیفرنیا
بی‌ویو (به انگلیسی: Bayview) یک منطقهٔ مسکونی در ایالات متحده آمریکا است که در شهرستان کنترا کوستا، کالیفرنیا واقع شده‌است. بی‌ویو ۱٫۰۰ کیلومتر مربع مساحت و ۲۲٬۶۳۹ نفر جمعیت دارد و ۱۰٫۹۷ متر بالاتر از سطح دریا واقع شده‌است.